# Kom hem
Kom hem, är ett studioalbum av det svenska dansbandet Barbados, släppt 3 november år 2000. För albumet fick bandet även en Grammis i kategorin "Årets dansband".

## Låtlista
1. Din hemlighet
2. Boogie Red
3. Kom nära
4. När lusten faller på
5. Speedy Gonzales
6. Kom hem
7. Kärlekens hav
8. Hitchin' a Ride
9. Maria mi amor
10. Vänd dig om
11. Allt jag har
12. Suspicious Minds
13. Dansa i neon
14. Himlen och lite till
15. Happy People
16. Show Me
17. Kom hem (DJ Micro's new beat mix)(Bootleg)

### Listplaceringar
| Lista (2000-2001) | Topplacering |
| ----------------- | ------------ |
| Sverige           | 19 .         |

### Fotnoter
1. ↑  ”Grammis”. Arkiverad från originalet den 17 mars 2012. https://web.archive.org/web/20120317055524/http://www.ifpi.se/wp/wp-content/uploads/100428-lc-vinnare-genom-%C3%A5ren.pdf. Läst 1 maj 2011.
2. ↑  Swedishcharts - Kom hem på den svenska albumlistan